# Koninklijke Harmonie "Het Gildemuziek", Roeselare
Koninklijke Harmonie "Het Gildemuziek", Roeselare is een harmonieorkest in Roeselare, dat opgericht werd in 1923.

## Geschiedenis
Van begin aan was een doel van dit harmonieorkest het muzikale niveau te verhogen. Vooral onder de leiding van Leopold Maertens, die 30 jaar lang het orkest gedirigeerd heeft, nam men aan verschillende muziekwedstrijden en concoursen deel en kwam het orkest - over meerdere jaren verdeeld - in 1974 uit in de superieure afdeling van de muziekfederatie Fedekam. Sindsdien musiceert men op dit niveau. Deze ingeslagen weg werd ook niet verlaten toen Eddy Vanoosthuyse nieuwe dirigent van de harmonie werd. In 1993 werd het orkest Nationaal Kampioen in de superieure afdeling van de Federatie van Katholieke Muziekbonden (Fedekam) Vlaanderen. 
Naast de originele werken voor harmonieorkest behoren ook belangrijke werken uit de klassieke muziekliteratuur tot het repertorium van het harmonieorkest. Bijvoorbeeld werd samen met de pianiste Marie Noelle Damien de Rhapsody in blue van George Gershwin, de Symfonie Nr. 2 "The Big Apple" van Johan de Meij en Oscar for Amnesty van de hedendaagse Belgische componist Dirk Brossé op concertprogramma's uitgevoerd.  Rond 100 optredens werden er jaarlijks verzorgd. 
Binnen en buiten België heeft "Het Gildemuziek" opgetreden. De laatste jaren was het orkest te gast voor concerten in Koksijde, Rochefort, Reims, Parijs, Valenciennes, Amiens, York, (Verenigd Koninkrijk) en reeds driemaal bij de bloemencorso te Zundert (Nederland).

## Dirigenten
- ????-???? Cyriel Vandoome
- ????-???? Jozef Tourlamain
- 1956-1989 Leopold Maertens
- 1989-1990 José Moerenhout
- 1990 - 2017 Eddy Vanoosthuyse
- 2018 - ... Nick Vandendriessche